# محمود بهارمست
محمودخان بهارمست (زاده ۱۲۷۸ در تهران - در گذشته ۱۳۵۷ در تهران) سرلشکر نیروی زمینی شاهنشاهی و رییس ستاد ارتش در زمان دولت دکتر مصدق بود.
وی جزو دانشجویانی بود که در زمان تصدی وزارت جنگ توسط رضاخان در خرداد ۱۳۰۲ برای تحصیل به مدارس نظامی فرانسه فرستاده شدند. بهارمست نیز در مدرسه توپخانه پواتیه به تحصیل امور نظام پرداخت. وی در ۱۳۱۳ سرهنگ، در ۱۳۲۰ سرتیپ و در ۱۳۲۶ سرلشکر شد. مهمترین سمت‌های وی عبارت بود: ریاست ستاد لشکر یکم، رئیس اداره توپخانه، رئیس اداره سررشته داری ارتش، فرمانده دانشکده افسری، رئیس اداره بازرسی ارتش، فرمانده دانشگاه جنگ و رئیس ستاد ارتش در زمان دکتر مصدق. پس از جریان نهم اسفند ۱۳۳۱ بازنشسته شد. وی در سال‌های پایانی زندگی بینایی‌اش را از دست داده بود. تألیفات چاپ نشده بسیاری داشت که از جمله فرهنگ واژگان پارسی سره بود. بهارمست در سال ۱۳۵۷ درگذشت.